# Долує
Долує (пол. Dołuje) — село в Польщі, у гміні Добра Полицького повіту Західнопоморського воєводства.
Населення — 974 особи (2011).

## Демографія
Демографічна структура станом на 31 березня 2011 року:
|          | Загалом | Допрацездатний вік | Працездатний вік | Постпрацездатний вік |
| -------- | ------- | ------------------ | ---------------- | -------------------- |
| Чоловіки | 490     | 129                | 342              | 19                   |
| Жінки    | 484     | 107                | 324              | 53                   |
| Разом    | 974     | 236                | 666              | 72                   |